# 安哥拉共和国政府
安哥拉共和国政府是该国最高行政权力机构。 其由共和国总统（若泽·爱德华多·多斯桑托斯）领导，由共和国副总统(马努埃尔·维森特)以及各位部长协助。

## 部长和国务秘书列表
- 国务部长和共和国总统民事办公室主任：埃德尔特鲁德斯·毛里西奥*费尔南德斯·加斯帕尔·达科斯塔
- 国务部长和共和国总统安全办公室主任：曼努埃尔·埃尔德·维埃拉·迪亚斯·儒尼奥尔
- 国土行政部部长: 伯尔尼托·德索萨·巴尔塔萨·迪奥古
  - 国家机构国务秘书：亚当·弗郎西斯科·柯雷亚·德阿尔梅达
  - 行政国务秘书：费尔南多·彭特斯·佩雷拉
- 公共行政、就业和社会保障部部长：安东尼奥·皮特拉·内图
- 农业和农村发展部部长：阿方索·佩德罗·甘加
  - 农业国务秘书：何塞·阿马罗·塔蒂
  - 森林资源国务秘书：安德烈·德热苏斯·莫达
- 环境部长：玛丽亚·德法蒂玛·M.加尔丁
  - 住房事务国务秘书：若阿金·西尔维斯特·安东尼奥
  - 城市化国务秘书:恩安加·加仑噶·德亚松森